# Agustín Hernández Navarro
Agustín Hernández Navarro (29. února 1924 Ciudad de México – 10. listopadu 2022) byl mexický architekt.

## Životopis
Narodil se 29. února 1924. Vystudoval Mexickou národní autonomní univerzitu (UNAM), titul získal v roce 1954, zde také chvíli přednášel. Agustín Hernandez používal v architektuře prvky z Předkolumbijské Ameriky a aplikovával je na současnou architekturu.
Jeho architektonické a sochařské práce byly vystaveny v Muzeu současného umění v Monterrey, Nuevo Leon; Tamayo Muzeum současného umění; Palacio de Bellas Artes v Mexiku; a Národním polytechnickém institutu.
Zemřel 10. listopadu 2022.

## Práce
Mezi jeho nejvýznamnější práce patří:
- Folklorní baletní škola (1968)
- Mexický pavilon na Expo v Ósace (1970)
- Taller de Arquitectura, Mexiko (1970)
- Dům Alvareze (1971)
- Dům Amalia Hernandez (1971)
- Vojenská vysoká škola Heroico (ve spolupráci s Manuel Gonzalez Rul, 1976)
- Meditační centrum Cuernavaca (1984)
- Dům ve vzduchu (Bosque de las Lomas, 1991)
- Calakmul Corporate Center (známý jako pračka), Santa Fe, Mexiko (1994).
- Projekt pro Nové sídlo Senátu republiky, Mexiko (2003).
- Administrativní budova Autonomní univerzitě státu Mexiko, Toluca (2005).